# Шарл Азнавур
Шарл Азнавур (на френски: Charles Aznavour; на арменски: Շառլ Ազնավուր) е френски певец и композитор от арменски произход, писател, поет и актьор.

## Биография
Азнавур е роден в Париж на 22 май 1924 г. в семейството на арменски имигранти. Рожденото му име е Шанур Вахинаг Азнавурян (на арменски: Շահնուր Վաղինակ Ազնավուրյան). Докато е още в ранна възраст, неговите артистични родители го въвеждат в света на театъра.
Той започва да пее на 9 години и скоро приема артистичното име Азнавур. За неговия пробив помага Едит Пиаф, която го чува да пее и го взема със себе си на турне във Франция и САЩ. Често наричан „френският Франк Синатра“, Азнавур създава песни преди всичко за любовта. Той е написал над 1000 песни и мюзикъли, направил е над 100 записа и е играл в 70 филма. Азнавур пее на 5 езика и е един от най-известните френски певци зад граница, като е изпълнявал песни в Карнеги Хол и на други известни места по света. Според резултатите от съвместна анкета на списание Time и CNN, проведена в цял свят през 1998 г., Азнавур е признат за най-добрия поп изпълнител на XX век, изпреварвайки Елвис Пресли и Боб Дилън.
На 90-годишна възраст, през октомври 2014 г., Шарл Азнавур изнася с изключителен успех двучасов концерт в Москва.
През 1996 г. на Шарл Азнавур е отредено място в американската Зала на славата за автори на песни.
През 2009 г. певецът се съгласява да стане посланик на Армения в Швейцария (Азнавур живее от 1976 г. в Женева).
Азнавур се е женил три пъти: през 1946 г. – за Мишелин Рюгел, през 1956 г. – за Евелин Плеси, и през 1967 г. – за шведката Уле Торсел. Има 6 деца: Седа (Патриция, р. 1947), Шарл (р. 1952), Патрик (1956 – 1981), и от последния си брак – Катя (р. 1969), Миша (р. 1971) и Никола̀ (р. 1977).
Той често обича да се шегува с физиката си, по-специално с ниския си ръст. Висок е само 160 cm, и за него това е постоянен източник на шеги.
На 30 ноември 2017 г. Шарл Азнавур в съпровод на оркестъра си изнася 100-минутен концерт без антракт в зала Арена Армеец София.

## Дискография

### Студийни албуми
- Charles Aznavour chante... Charles Aznavour (1953)
- Charles Aznavour chante Charles Aznavour, vol.2 (1955)
- Charles Aznavour chante Charles Aznavour, vol.3 (1956)
- Bravos du music-hall à Charles Aznavour (1957)
- C'est ça (1958)
- Charles Aznavour (Les deux guitares) (1960)
- Charles Aznavour (Je m'voyais déjà) (1961)
- Charles Aznavour (Il faut savoir) (1961)
- Charles Aznavour accompagné par Burt Random et Paul Mauriat (1962)
- Qui? (1963)
- La mamma (1963)
- Charles Aznavour, volume 1 (1964)
- Charles Aznavour, volume 2 (1964)
- Charles Aznavour, volume 3 (1964)
- Charles Aznavour Accompagné Par Paul Mauriat Et Son Orchestre (1964)
- Aznavour 65 (1965)
- Charles Aznavour (La bohème) (1966)
- De t'avoir aimée... (1966)
- Entre deux rêves (1967)
- J'aime Charles Aznavour, vol.4 (1968)
- Désormais... (1969)
- Non, je n'ai rien oubilé (1971)
- Idiote je t'aime... (1972)
- Charles Aznavour raconte aux enfants... Le géant égoïste (1973)
- Visages de l'amour (1974)
- Hier... encore (1975)
- Voilà que tu reviens (1976)
- Je n'ai pas vu le temps passer... (1978)
- Un enfant est né... (1978)
- Autobiographie (1980)
- Je fais comme si... (1982)
- Une première danse/La légende de Stenka Razine (1982)
- Charles chante Aznavour et Dimey (1983)
- Aznavour (Embrasse-moi) (1986)
- Aznavour (Je bois) (1987)
- L'éveil, vol.1 (1989)
- L'élan, vol.2 (1989)
- L'envol, vol.3 (1989)
- Aznavour 92 (1991)
- Toi et moi (1994)
- Pierre Roche/Charles Aznavour (1996)
- Plus bleu... (1997)
- Jazznavour (1998)
- Aznavour 2000 (2000)
- Je voyage (2003)
- Insolitement vôtre (2005)
- Colore ma vie (2007)
- Duos (2008)
- Charles Aznavour and The Clayton Hamilton Jazz Orchestra (2009)
- Aznavour toujours (2011)
- Encores (2015)